# Thripsaphis striata
Thripsaphis striata är en insektsart. Thripsaphis striata ingår i släktet Thripsaphis och familjen långrörsbladlöss. Inga underarter finns listade i Catalogue of Life.